# Stanisław Lewicki (ur. 1891)
Stanisław Lewicki (ur. 28 października 1891 w Żytomierzu, zm. ?) – podpułkownik piechoty Wojska Polskiego, kawaler Orderu Virtuti Militari.

## Życiorys
Urodził się 28 października 1891 roku w Żytomierzu, ówczesnym mieście powiatowym guberni wołyńskiej, w rodzinie Wacława, inżyniera, i Marceliny z Kurowskich. 
14 lutego 1915 został przyjęty do szkoły wojskowej w Kijowie. W czerwcu tego roku został mianowany chorążym rezerwy i wcielony do 38 syberyjskiego zapasowego pułku piechoty. W październiku 1915 został przeniesiony na front do 147 samarskiego pułku piechoty. W szeregach tego oddziału walczył w Małopolsce, Karpatach i Bukowinie, awansując na podporucznika i porucznika. W grudniu 1917 został przyjęty do II Korpusu Polskiego w Rosji i przydzielony do 14 pułku strzelców na stanowisko dowódcy 4. kompanii. Po reorganizacji korpusu został młodszym oficerem 3. kompanii tego samego pułku. 11 maja 1918 wziął udział w bitwie pod Kaniowem.
Po odzyskaniu przez Polskę niepodległości został przyjęty do Wojska Polskiego. 3 maja 1922 roku został zweryfikowany w stopniu majora ze starszeństwem z dniem 1 czerwca 1919 roku i 372. lokatą w korpusie oficerów piechoty, a jego oddziałem macierzystym był 31 pułk Strzelców Kaniowskich w Łodzi. W 1923 roku był dowódcą III batalionu 31 pułku Strzelców Kaniowskich. W 1924 roku, tymczasowo (etat przejściowy), pozostawał w kadrze Kursu dla młodszych oficerów piechoty. 3 maja 1926 roku został awansowany do stopnia podpułkownika ze starszeństwem z dniem 1 lipca 1925 roku i 34. lokatą w korpusie oficerów piechoty. 25 sierpnia 1926 roku został przeniesiony ze zlikwidowanego kursu dla młodszych oficerów piechoty do Korpusu Kadetów Nr 2 w Chełmnie na stanowisko wykładowcy. 5 maja 1927 roku został przeniesiony do 22 pułku piechoty w Siedlcach na stanowisko zastępcy dowódcy pułku. 28 stycznia 1931 roku ogłoszono jego przeniesienie do 85 pułku Strzelców Wileńskich w Nowej Wilejce na stanowisko dowódcy pułku. 12 kwietnia 1934 roku obowiązki dowódcy pułku przekazał podpułkownikowi Edwardowi Korwin-Kossakowskiemu. Z dniem 31 maja 1934 roku został przeniesiony w stan spoczynku. W październiku 1934 przeprowadził się do Krakowa i zamieszkał przy ul. Pawła Popiela 18 m. 6.
22 marca 1934 był kawalerem, bezdzietnym.

## Ordery i odznaczenia
- Krzyż Srebrny Orderu Wojskowego Virtuti Militari nr 6908 – 10 maja 1922[17][18][18][19][20]
- Krzyż Walecznych dwukrotnie[21]
- Złoty Krzyż Zasługi – 10 listopada 1928 „w uznaniu zasług położonych na polu pracy w poszczególnych działach wojskowości”[22]
- Medal Pamiątkowy za Wojnę 1918–1921[21]
- Medal Dziesięciolecia Odzyskanej Niepodległości[21]
- Medal Zwycięstwa[21]

25 listopada 1938 Komitet Krzyża i Medalu Niepodległości odrzucił wniosek o nadanie mu tego odznaczenia.